# Krithe kroemmelbeini
Krithe kroemmelbeini is een mosselkreeftjessoort uit de familie van de Krithidae. De wetenschappelijke naam van de soort is voor het eerst geldig gepubliceerd in 1978 door Jain.